# Dekanat Donieck
Dekanat Donieck – jeden z 6 dekanatów katolickich w diecezji charkowsko-zaporoskiej na Ukrainie.

## Parafie
- Donieck - Kościół św. Józefa
- Donieck-Jezusa -  Parafia Jezusa Dobrego Pasterza
- Donieck-Michała - Kaplica św. Michała Archanioła
- Gorłówka - Kaplica Najświętszego Serca Pana Jezusowego
- Jenakijewe - Kościół bł. Teresy z Kalkutty
- Kramatorsk - Parafia Ducha Świętego
- Ługańsk - Kaplica Narodzenia Najświętszej Maryi Panny
- Makiejewka - Kaplica św. Józefa
- Mariupol - Kaplica Matki Bożej Częstochowskiej
- Pokrowsk - Parafia Miłosierdzia Bożego
- Szachtarsk - Parafia {wezwanie nie wiadomo}